# Francisco Filho
Francisco Filho (Souto Soares, Bahia, 1971. január 10. –) egy visszavonult brazil kjokusin karate harcos és kickboxer. Ő az egyike azoknak a nem japán származású karatékáknak, akik teljesítették a kjokusin karate legnagyobb próbatételét: a 100-ellenfeles kumitét.

## Karrier
Francisco Filho 1997. július 20-án mutatkozott be először a professzionális K1-Dreams 1997 nevű nagytornán. A legendás Kyokushin és Seidokaikan Karate bajnok Andy Hug ellen vívott legendás harcot. Ez volt a második harcuk az 1991-es Ötödik Kyokushin Karate Világtorna után. A második összecsapást is Filho nyerte, ezzel hatalmas rajongótáborra tett szert Japánban, valamint az egyik legnépszerűbb versenyzője lett a K1 World GP Championship tornáknak.
Filho a K1, valamint az IKO-Kyokushin Kaikan többszörös bajnoka. 2004-ben vonult vissza a versenyzéstől, új tehetségek, valamint a brazil nemzeti karateválogatott képzésével foglalkozik.

## Versenyeredmények, bajnoki címek
- 2001 K1 World GP, Végzős
- 2000 K1 World GP Yokohama, Bajnok
- 1999 Hetedik Kyokushin Világtorna, Bajnok
- 1997 1st Kyokushin World-Wide Bajnokság, Nehézsúlyú Bajnok
- 1995 Hatodik Kyokushin Világtorna, Harmadik Helyezett
- 1995 A száz ellenfeles Kumite teljesítése
- 1994 Hetedik Dél-Amerikai Bajnokság, Bajnok
- 1993 Hatodik Dél-Amerikai Bajnokság, Bajnok
- 1993 Ötödik Dél-Amerikai Bajnokság, Bajnok
- 1991 Ötödik Kyokushin Világtorna, a legjobb 16 között
- 1991 Uruguay Karate Bajnokság, Bajnok
- 1990 Paulista Karate Bajnokság, Bajnok
- 1990 Brazil Karate Bajnokság, Bajnok